# Sarah Boudaoud
Sarah Boudaoud (en arabe : سارة بو داود), née le 28 septembre 1996 à Lyon, est une footballeuse internationale algérienne évoluant au poste d'arrière droit à l'Olympique de Marseille.

## Biographie

### Carrière en club
Sarah Boudaoud est née le 28 septembre 1996 à Lyon. Ses parents algériens originaires de la ville de Bejaïa, sont professeurs. Elle a deux sœurs et un frère cadets. Diplômée de Sciences Po Paris en management et affaires publiques, elle suit un second master en finance et stratégie. Elle est footballeuse professionnelle et attachée parlementaire à l’Assemblée nationale. Elle commence le football à l'âge de 9 ans dans le club de l’ASPTT Bron. Elle joue pendant un an avec les garçons. Ensuite, elle rejoint l'Olympique lyonnais où elle montre son talent des «Benjamines» aux «U19 nationaux», mais aussi lors d’entraînements avec le groupe pro. Apres avoir malheureusement connu une grosse blessure au ligament croisé, elle a su revenir, et après avoir brillamment décroché son baccalauréat, elle est prise à Sciences Po Paris.
En 2014, obligée de quitter l'Olympique lyonnais pour ses études, elle a dû trouver un club à la hauteur de ses ambitions en région parisienne. Le club du GPSO 92 Issy, qui vient de monter en D1, est à la recherche de joueuses à fort potentiel et avec son expérience lyonnaise, elle est la recrue idéale. Au terme de la saison 2014-2015, le club est relégué en D2. A la fin de sa deuxième saison, elle quitte le club pour un prêt d'une année aux États-Unis dans le cadre de sa L3 à Sciences-Po. Elle évolue une année avec les Gators de la Floride. Lors de son retour au club pour la saison 2017-2018, elle subit de nouveau une grosse blessure en novembre contre l'EA Guingamp. Puis, elle participe à la remontée en D1 lors de la saison 2019-2020.
Pour la saison 2021-2022, elle s'engage à l'US Orléans, en D2.
En janvier 2022, elle s'engage avec l'Olympique de Marseille.
En mai 2022, elle annonce faire une pause dans sa carrière pour privilégier son activité professionnelle.

### Carrière en sélection
Sélectionnée en équipe de France des U17, Sarah Boudaoud participe à l'Euro U17 en 2013.
En mars 2020, elle est appelée pour la première fois en équipe d'Algérie, pour participer à un stage en préparation du premier tour éliminatoire de la Coupe d’Afrique des nations 2020,. La compétition est annulée pour cause de pandémie de Covid-19.
En octobre 2021, elle est appelée par la sélectionneuse Radia Fertoul pour participer à une double confrontation face au Soudan, dans le cadre des éliminatoires de la CAN 2022. Le 20 octobre 2021, elle honore sa première sélection en tant que titulaire, lors de la victoire historique 14-0 contre le Soudan,. Le match retour prévu le 26 octobre est finalement annulé à la suite du coup d'État au Soudan,.

## Palmarès

### Olympique lyonnais
- Vainqueur du Challenge national des moins de 19 ans : 2014

## Statistiques

### Statistiques détaillées
| Saison                | Club                        | Championnat           | Championnat | Championnat | Coupe(s) nationale(s) | Coupe(s) nationale(s) | Algérie | Algérie | Total | Total |
| Saison                | Club                        | Division              | M.          | B.          | M.                    | B.                    | M.      | B.      | M.    | B.    |
| 2014-2015             | GPSO 92 Issy                | Division 1            | 10          | 0           | -                     | -                     | -       | -       | 10    | 0     |
| 2015-2016             | GPSO 92 Issy                | Division 2            | 14          | 0           | 1                     | 0                     | -       | -       | 15    | 0     |
| 2016-2017             | Gators de la Floride (prêt) | -                     | -           | -           | -                     | -                     | -       | -       | 0     | 0     |
| 2017-2018             | GPSO 92 Issy                | Division 2            | 1           | 0           | -                     | -                     | -       | -       | 1     | 0     |
| 2018-2019             | GPSO 92 Issy                | Division 2            | 21          | 0           | 1                     | 0                     | -       | -       | 22    | 0     |
| 2019-2020             | GPSO 92 Issy                | Division 2            | 16          | 2           | 2                     | 0                     | -       | -       | 18    | 2     |
| 2020-2021             | GPSO 92 Issy                | Division 1            | 15          | 0           | -                     | -                     | -       | -       | 15    | 0     |
| Sous-total            | Sous-total                  | Sous-total            | 77          | 2           | 4                     | 0                     | -       | -       | 81    | 2     |
| 2021-2022             | US Orléans                  | Division 2            | 9           | 0           | 2                     | 1                     | 2       | 0       | 13    | 1     |
| 2022                  | Olympique de Marseille      | Division 2            | 9           | 0           | 0                     | 0                     | 0       | 0       | 9     | 0     |
| 2022-2023             | Olympique de Marseille      | Division 2            | -           | -           | -                     | -                     | -       | -       | 0     | 0     |
| Sous-total            | Sous-total                  | Sous-total            | 18          | 0           | 2                     | 1                     | 2       | 0       | 22    | 1     |
| Total sur la carrière | Total sur la carrière       | Total sur la carrière | 95          | 2           | 6                     | 1                     | 2       | 0       | 103   | 3     |

### En sélection

#### Matchs internationaux
Le tableau suivant liste les rencontres de l'équipe d'Algérie dans lesquelles Sarah Boudaoud a été sélectionnée depuis le 20 octobre 2021 jusqu'à présent.